# Río Badiel
El Badiel es un río de la provincia de Guadalajara (España), afluente del Henares. Nace en el término municipal de Almadrones, y forma un valle que pasa por los pueblos de Argecilla, Ledanca, Valfermoso de las Monjas, Gajanejos, Utande, Muduex, Valdearenas, Hita, Torre del Burgo y Heras de Ayuso. En este último pueblo, vierte sus aguas al río Henares.